# YOLO
YOLO (You Only Live Once, с англ. — «Живём лишь раз») — четвёртый эпизод двадцать пятого сезона мультсериала «Симпсоны». Выпущен 10 ноября 2013 года в США на телеканале «FOX».

## Сюжет
У Кирка Ван Хутена кризис среднего возраста. Гомер понимает, что стиль его жизни останется неизменным, и впадает в депрессию. Он показывает Мардж письма и фотографии своего старого испанского друга Эдуардо. Мардж решает пригласить его в Спрингфилд. Эдуардо прибывает и помогает осуществить Гомеру его мечты детства. Последняя мечта Гомера — летать, как птица. Надев вингсьюты, Гомер и Эдуардо начинают спускаться. Гомер постепенно привыкает к полёту, но врезается в небоскрёб и падает вниз.
В это время Кент Брокман наносит неожиданный визит в Спрингфилдскую начальную школу и сообщает, что ученики списывают. Лиза решает помочь, создав «Кодекс чести», чтобы никто из учеников не жульничал, нарушившему кодекс причитается наказание. Спустя некоторое время способ Лизы оказался успешным — ученики, подписавшие кодекс, стали учиться лучше. Однако Лиза случайно находит рюкзак Барта и обнаруживает, что тот жульничал.
Лиза понимает — если она расскажет об этом, её план провалится и все вновь станут списывать. Она пытается принудить брата, чтобы тот во всём признался. Но Барт говорит, что так поступит, если увидит божье знамение. В этот самый момент Гомер и приземляется на Барта.
Гомер обещает Эдуардо проводить его до аэропорта, спросив, куда он хочет улететь. Тот отвечает: «Пусть сердце подскажет, как далеко ты сможешь зайти». В итоге Гомер и Эдуардо остаются на время в Барселоне.

## Отношение критиков и публики
Эпизод просмотрело 4.2 миллиона людей 18-49 лет, он получил рейтинг 1.8 и стал самым просматриваемым в блоке «Animation Domination». Фанаты отнеслись к эпизоду смешанно, однако оценки критиков были вполне положительными. Деннис Перкинс из «The A.V. Club» дал оценку «B», прокомментировав это так: «После провала с предыдущим эпизодом это очень большой шаг вперёд. Если бы мне пришлось увидеть сперва счастливого Гомера, воплощающего мечты детства, а потом — различные бездарные отсылки на поп-культуру, я бы выбрал первое».

## Культурные отсылки
- Пока не сыграл в ящик (реж. Р. Райнер).